# Chiesa dell'Assunta (Comano Terme)
La chiesa dell'Assunta è un luogo di culto a Dasindo, frazione di Comano Terme, in Trentino. Appartiene all'ex-decanato del Lomaso e risale probabilmente al X secolo.

## Storia

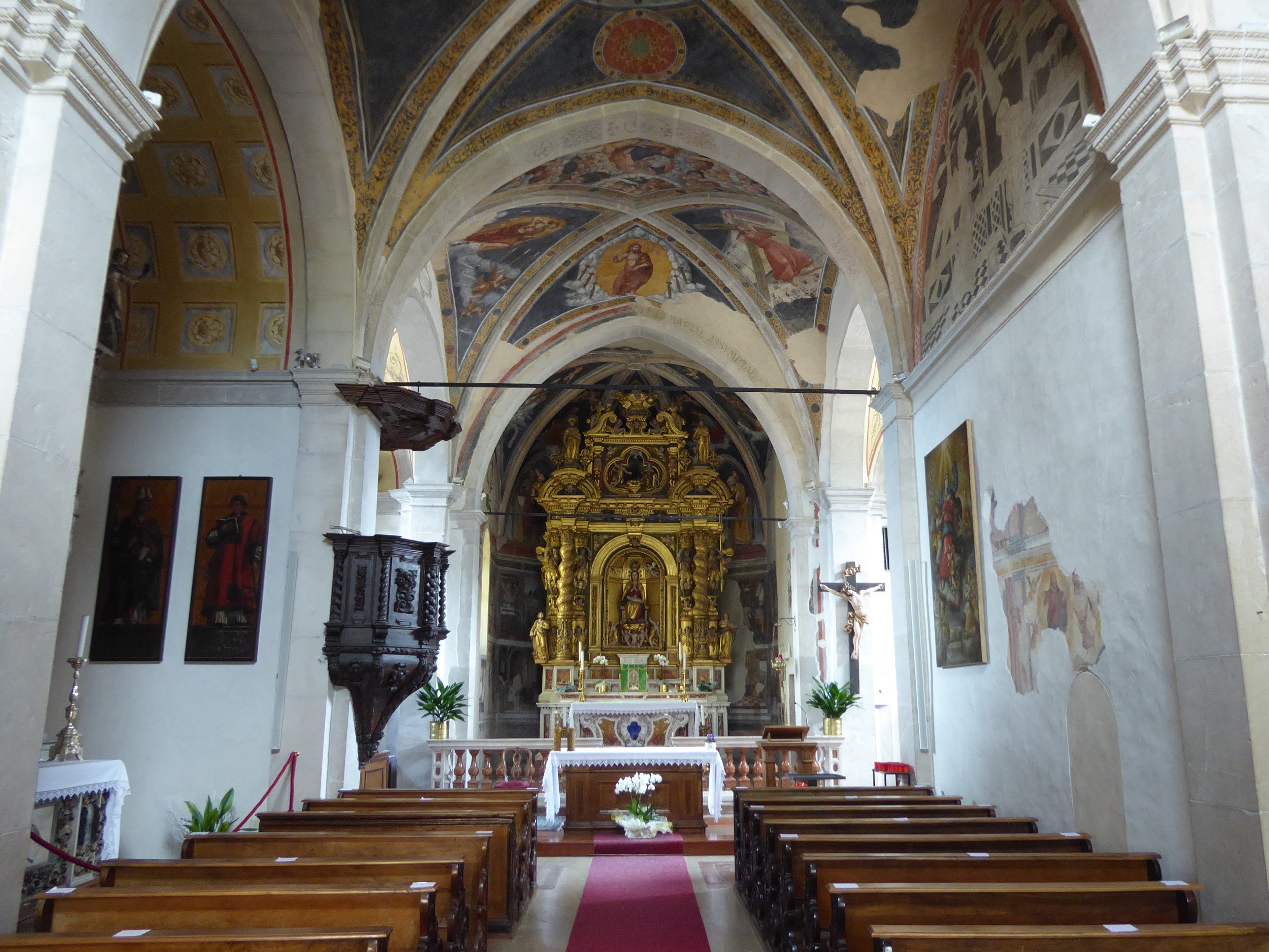
Interno

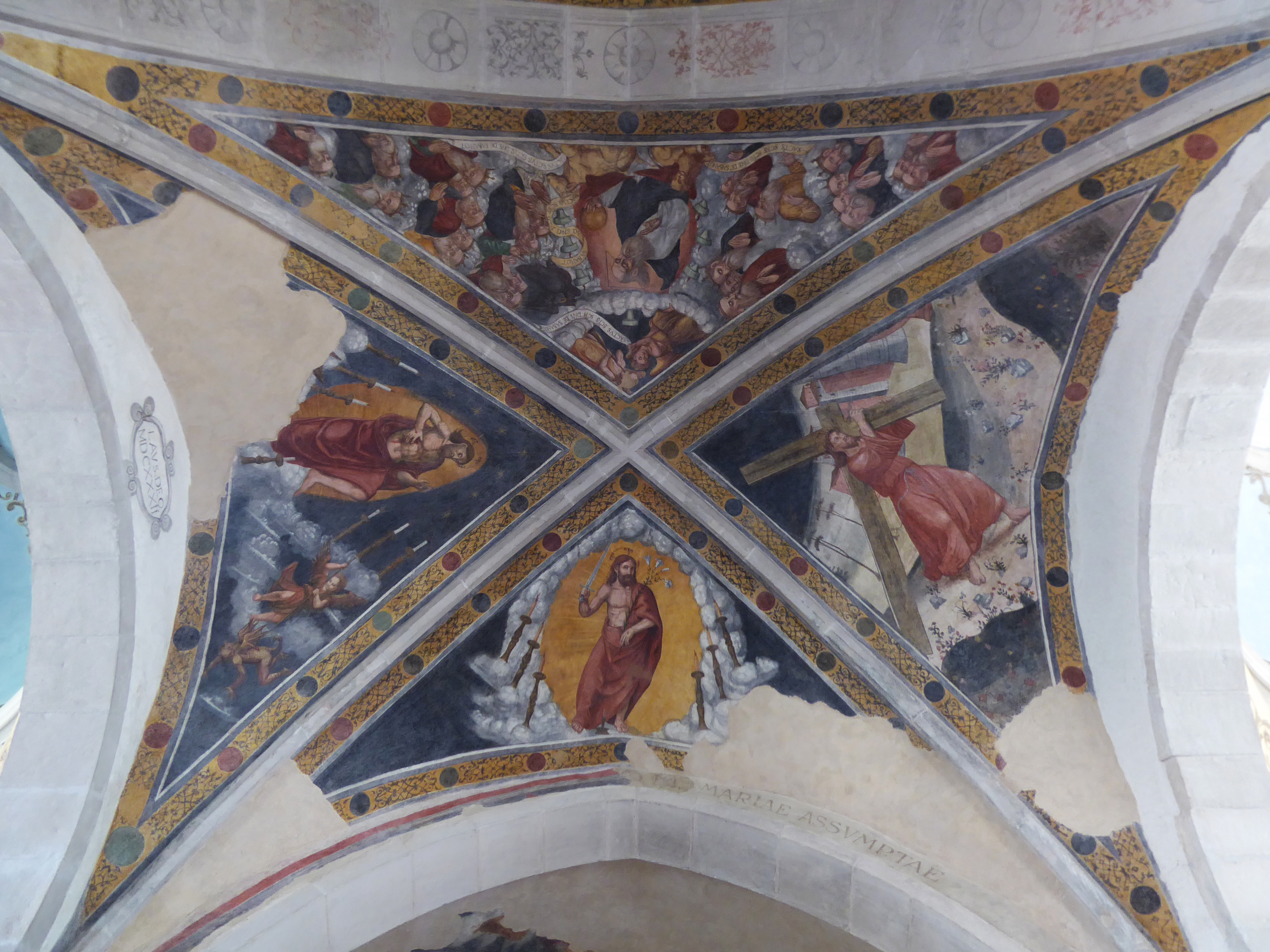
Affreschi sulla volta del presbiterio

La chiesa dell'Assunta a Dasindo è stata eretta attorno al X secolo, o forse all'XI.
Dati più certi si hanno riguardo all'erezione della torre campanaria, che è del XIII secolo ed alla quale lavorarono maestranze provenienti da Como. Viene citata per la prima volta in un documento del 1251.

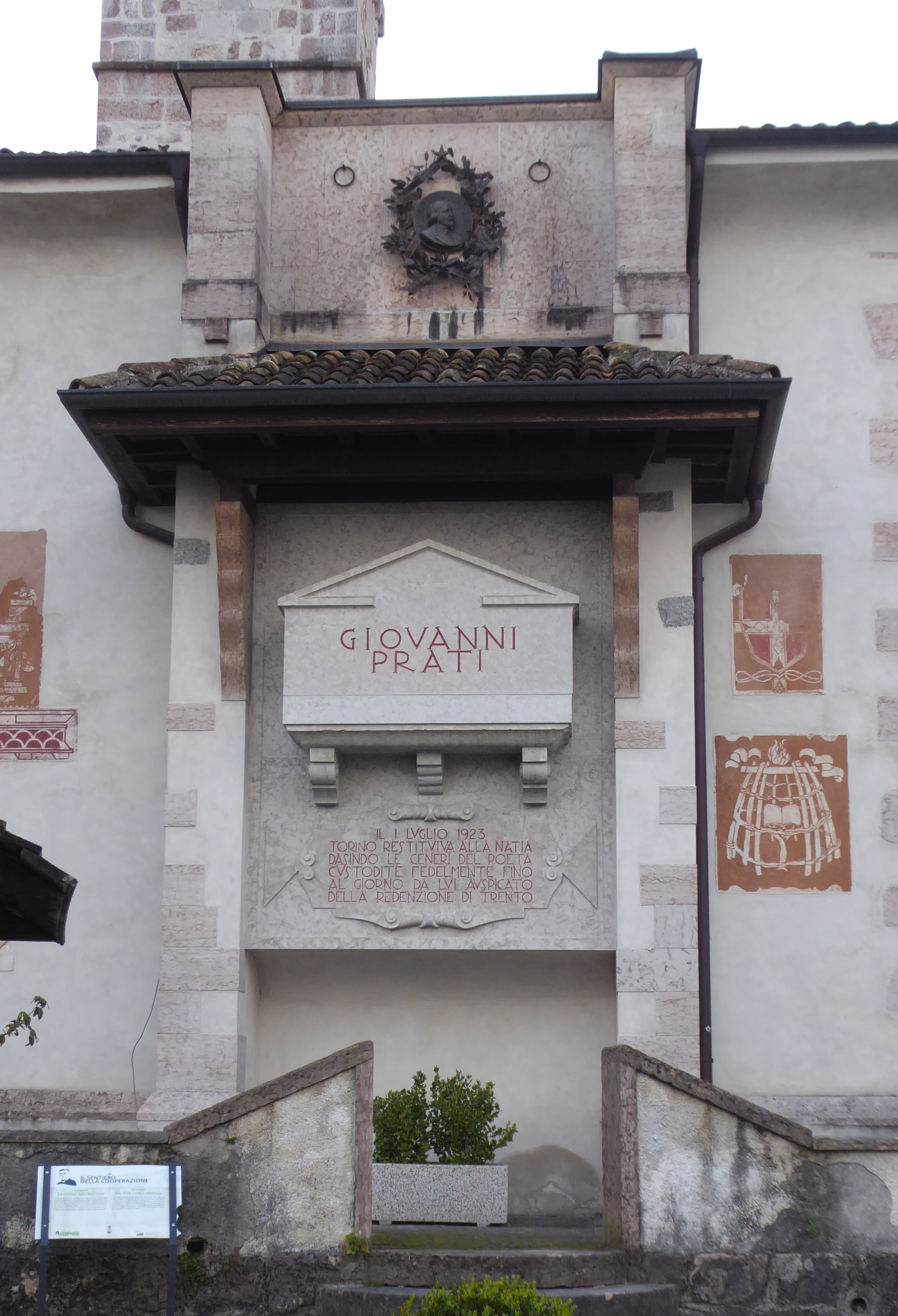
Tomba monumentale di Giovanni Prati sulla fiancata della chiesa dell'Assunta

Nel XV secolo venne affrescato il presbiterio e si iniziò da quel momento ad ampliarne e modificarne la struttura, che si estese in lunghezza e larghezza, arrivando a comprendere nella sua pianta lo stesso campanile.
In conseguenza all'ampliamento quasi tutto l'interno venne affrescato e vi lavorò a lungo il maestro di origini bergamasche Simone II Baschenis.
Alla fine del XVI secolo l'edificio venne rimaneggiato con l'ampliamento di alcune cappelle laterali, l'apertura di finestre in seguito eliminate e la modifica della facciata, in particolare al portale con frontone superiore: si tratta della prima opera dell'architetto Giovanni Maria Filippi, originario di Dasindo, che in seguito diventerà il più importante architetto della Boemia e della Moravia.
Nel primo dopoguerra sia l'interno sia l'esterno vennero decorati da Giorgio Wenter Marini con la tecnica del graffito.

## Tomba di Giovanni Prati
Nel 1923, sul fianco settentrionale esterno della chiesa, è stato costruito il monumento sepolcrale di Giovanni Prati, che era nato a Dasindo e la cui salma qui riposa.